# أوبل كومودور
أوبل كومودور (بالإنجليزية: Opel Commodore)‏ هي سيارة تنفيذية من صناعة أوبل أنتجت في 1967 وتوقف إنتاجها في 1982.